# خورخي فييرا (لاعب كرة قدم)
خورخي فييرا (بالبرتغالية: Jorge Vieira‏) هو لاعب كرة قدم ومدرب كرة قدم برازيلي، ولد في 18 يوليو 1934 في ريو دي جانيرو في البرازيل، وتوفي بنفس المكان في 24 يوليو 2012. لعب مع نادي مادوريرا.

## وصلات خارجية
- خورخي فييرا على موقع قاعدة بيانات كرة القدم.إي يو (الإنجليزية)
- خورخي فييرا على موقع عالم كرة القدم.نت (الإنجليزية)